# Roger Staubach
Roger Thomas Staubach (Cincinnati, 5 februari 1942) is een voormalig Amerikaans American football-Quarterback. Staubach was ook bekend onder de bijnamen Captain America en Captain Comeback.

## Jeugd
Staubach is van Duitse afkomst, hij werd geboren in Cincinnati maar groeide op in Silverton een voorstad van Cincinnati. Staubach was enig kind en lid van de plaatselijke Scouting. In zijn jeugd studeerde Staubach aan de St. John Evangelistische Katholieke School. Hij slaagde in 1960 en ging daarna naar de marine-opleiding.

## Militaire academie
Na een jaar te hebben gestudeerd aan het New Mexico militaire instituut vervolgde Staubach zijn opleiding tot marineofficier bij de U.S. Naval Academy in 1961. Hij speelde quarterback voor het football-team. Staubach werd in zijn Sophomore (2e) jaar de vaste quarterback en kende grote successen. In zijn Junior (3e) jaar won hij de prestigieuze Heisman Trophy en de Maxwell Trophy Hij leidde het team naar een 9-1 seizoen en het team eindigde als nummer 2 in de landelijke rangschikking, op nieuwjaarsdag verloren ze de nationale kampioenschappen van de Texas Longhorns.
In drie seizoenen gooide Staubach 463 passes, 18 touchdowns en 19 intercepties, hij zette een schoolrecord met 4,253 offensieve yards. Staubach is de laatste speler van een militaire academie die de Heismantrofee heeft gewonnen.

### Statistieken
| Jaar | Comp | Att | Comp % | Passing | TD |
| ---- | ---- | --- | ------ | ------- | -- |
| 1962 | 67   | 98  | 68.4   | 966     | 7  |
| 1963 | 107  | 161 | 66.5   | 1,474   | 7  |
| 1964 | 119  | 204 | 58.3   | 1,131   | 4  |

## Militaire loopbaan
Tijdens zijn junior jaar op de militaire academie kwamen dokters erachter dat Staubach kleurenblind was geworden en het verschil tussen groen en rood niet meer kon zien. Dit weerhield hem er echter niet van om zijn studie af te maken. Nadat hij in 1965 afstudeerde van de militaire academie werd Staubach naar Vietnam gestuurd om in de Vietnam oorlog te vechten. Terwijl hij in Vietnam was kreeg Staubach te horen dat hij door de Dallas Cowboys was gekozen in de jaarlijkse draft. Staubach kon niet terugkeren naar de VS om football te spelen, hij moest zijn diensttijd afmaken. Hij bereidde zich voor door met zijn mede-soldaten Catch te spelen.
In 1967 zat zijn diensttijd er op en kon hij terugkeren naar de VS.

## Professionele carrière
Staubach werd in de 10e ronde van de 1964 draft gekozen maar kon niet in actie komen omdat hij eerst in het leger moest dienen. Staubach zou pas in 1969 als 27-jarige kunnen beginnen met spelen voor de Cowboys.
Staubach won twee Super Bowls met de Cowboys, onder andere (VI, XII). Staubach werd zes keer tot Pro-Bowler uitgeroepen en werd opgenomen in het all time jaren 70 team.
In 11 seizoen gooide Staubach 1,685 succesvolle passes die 22,700 yards en 153 touchdowns opleverden, hij gooide ook 109 intercepties. hij had ook nog eens 2,264 rushing yards en 21 rushing touchdowns. Staubach had ook het hoogste winst percentage (.750) van alle quarterbacks. Staubach had ook de hoogste passer rating in de NFL dit noteerde hij in 4 seizoenen (1971, 1973, 1978, 1979) en hij had de meest gegooide touchdowns (23) in 1973.

## Impact
Staubach wordt gezien als een van de meest succesvolle quarterbacks van de jaren 70, hij was vooral bekend door zijn Scrambles. Staubachs bijnaam was "Captain America" omdat hij de quarterback was van America's Team, de bijnaam van de Cowboys in de jaren 70, ook had hij de bijnaam "Captain Comeback" door wedstrijden in het laatste kwart te winnen.
In 2010 hield Dallas Morning News een poll om te bepalen wie de beste Cowboyspeler ooit was. uit de polls bleek dat Staubach was verkozen tot de beste Dallas Cowboyspeler ooit.

## Privéleven
Na te zijn gestopt startte Staubach in 1977 een makelaarsbedrijf, dit verkocht hij in 2008 aan Jones Lang LaSalle voor 613 miljoen dollar.